# Encarnación Orozco
Encarnación Orozco Corpas, née le 4 août 1963 à Madrid, est une femme politique espagnol membre du Parti socialiste ouvrier espagnol (PSOE).
Elle est déléguée spéciale du gouvernement contre la violence contre les femmes entre 2005 et 2008.

## Biographie

### Formation et débuts professionnels
Encarnación Orozco Corpas naît le 4 août 1963 à Madrid. Elle est titulaire d'une licence en droit de l'université autonome de Madrid (UAM), qu'elle complète par une formation de technicienne supérieure en risque du travail.
Elle est recrutée en 1986 comme collaboratrice du groupe socialiste au Congrès des députés, où elle occupe le poste de conseillère technique pour l'emploi, la Sécurité sociale et l'égalité.

### Déléguée à la violence contre les femmes
Nommée en 2004 conseillère technique au cabinet du ministre du Travail Jesús Caldera, elle participe au groupe de travail de rédaction de la loi relative à la lutte contre la violence de genre. Le 16 avril 2005, elle devient déléguée spéciale du gouvernement contre la violence contre les femmes, nouvelle fonction créée par cette loi,.

### Retour à des fonctions de conseil
Elle est remplacée le 22 avril 2008 par Miguel Lorente, jusqu'ici directeur général de l'Assistance juridique aux victimes de la Junte d'Andalousie. Elle reprend alors son rôle de conseillère auprès du groupe parlementaire socialiste,.
Elle participe en 2011 à la campagne de Tomás Gómez pour les élections à l'Assemblée de Madrid au sein d'un groupe de 100 experts, chargé d'assister la coordonnatrice du programme électoral Maru Menéndez.

### Directrice de cabinet de la ministre du Travail
Encarnación Orozco est nommée en conseil des ministres le 15 juin 2018 directrice de cabinet de la ministre du Travail, des Migrations et de la Sécurité sociale Magdalena Valerio. Elle prend ses fonctions le lendemain.